# Ion Sichitiu
Ioan Sichitiu (n. 19 ianuarie 1878, Rugi, România – d. 20 aprilie 1952, Aiud, regiunea Cluj, România) a fost un politician și general român.

## Studii
A urmat Școala fiilor de militari din Craiova, Școala de ofițeri de artilerie, geniu și marină (1897-1899, șef de promoție), Școala specială de artilerie și geniu din Charlottemburg, Germania (1902-1904) și Școala Superioară de Război (1909-1911), pe care a absolvit-o ca șef de promoție, avându-i colegi pe Ion Antonescu, Florea Țenescu, Nicolae Bolintineanu, Petre Cănciulescu, Constantin Cepleanu, Alexandru Gorski și Constantin Ilasievici.

## Grade și funcții
Grade
- sublocotenent - 1 iulie 1890
- locotenent - 10 mai 1903
- căpitan - 10 mai 1909
- maior - 14 martie 1916
- locotenent-colonel - 1 aprilie 1917
- colonel - 1 aprilie 1919
- general de brigadă - 25 martie 1928
- general de divizie - 15 ianuarie 1933
- general de corp de armată - 1938

Funcții
- Șef de cabinet al generalului Constantin Prezan la Marele Cartier General (1916-1917).
- Comandant al Comandamentului Trupelor Aeronautice (1930-1932).
- Comandant al Comandamentului Forțelor Aeriene (1932-1935).
- Șeful Marelui Stat Major (1 februarie-1 noiembrie 1937)
- A fost trecut în rezervă la 1 februarie 1938.

A fost ministru al agriculturii și domeniilor în Guvernul Ion Antonescu în perioada 27 ianuarie 1941 - 19 martie 1942, funcție din care a demisionat pentru că nu era de acord cu angajarea armatei în răsărit.
Pe 20-25 septembrie 1944 se fac arestări masive în rândul foștilor demnitari ai Guvernului Antonescu, care au făcut parte din aparatul economico-financiar. Pe 3 octombrie la secția a VII-a Curții Criminale din București începe judecarea "lotului de miniștri antonescieni, autorii aservirii României la carul imperialismului fascist german".  
În data de 1 septembrie 1946 este arestat. Pe 9 octombrie Comitetul de judecată al Curții Criminale secția a VII-a pronunță sentința în procesul miniștrilor antonescieni iar Ion Sichitiu este condamnat la 10 ani temniță grea. 
A decedat la 29 aprilie 1952, în închisoarea Aiud. 
După căderea regimului comunist, revista Gândirea militară românească acordă premii naționale care poartă numele unor distinse personalități militare printre care generalul de corp de armată Ion Sichitiu.

## Decorații
- Medalia “Carol I”
- “Crucea Comemorativă de Război”
- “Avântul Țării”
- Ordinul „Steaua României” în gradul de Clasa I (7 noiembrie 1941)[7]
- “Coroana României”, clasa a III-a
- “Legiunea de onoare” în grad de cavaler (Franța)
- “Coroana Imperiului Britanic” (Marea Britanie)
- “Coroana Italiei” (Italia) și altele.

A publicat multe lucrări.